# Liga de la Justicia Oscura
La Liga de la Justicia Oscura (LJO) (en inglés, Justice League Dark o abreviando, JLD) es una nueva serie de cómics que se encuentra en ejecución que pertenece a la editorial DC Comics, que había sido anunciada como parte de la del relanzamiento de esta editorial, el 31 de mayo de 2011. El título seguirá las aventuras de un equipo que se embarca en el mundo de los sobrenatural que, a diferencia de los títulos de la Liga de la Justicia, combatirá amenazas que miembros de elite como Batman, Superman y Wonder Woman, son incapaces de realizar. Está siendo escrito por Peter Milligan, y con dibujos de Mikel Janin. El título fue lanzado el 28 de septiembre de 2011.

## Historia
El título atrajo a varios personajes con poderes sobrenaturales creados por DC Comics y a personajes fuera de lo común, algo que ha sido un rasgo del sello hermano Vertigo Comics, y de cuyos personajes ahora tratarán de encajar en el renovado Universo DC, después de un cambio realizado en la editorial Vértigo al dedicarse a publicar nuevas colecciones, para dedicarse de lleno a publicaciones diferentes para su especialidad. Solo para el caso de John Constantine y de Shade, the Changing Man, el nuevo título llevará una parte de su continuidad en el universo DC, mientras que la otra seguirán siendo publicaciones netamente Vertigo, esto se hace por primera vez en más de 20 años. En cuanto a la Cosa del Pantano, también regresa en su propio título por separado, pero teniendo en cuenta los orígenes de Constantine, se sospecha que hará será algún cruce entre los dos títulos en algún momento.
De acuerdo a la miniserie Consecuencias del Día más brillante: La búsqueda de la Cosa del Pantano, miniserie de tres partes estrenada entre junio y agosto de 2011, que consecuentemente es conducida a Los Nuevo 52 se enmarca a los acontecimientos que concluyen la saga la maxiserie semanal de El día más brillante, siguiendo la búsqueda de Constantine sobre la inminente resurrección de Alec Holland como la nueva Cosa del Pantano una vez más, en la que se muestra la cooperación de Batman, Zatanna y Superman. De la saga Flashpoint, la miniserie de los Siete Secretos, que fue escrita por Milligan como parte del arco argumental de la saga, siendo este un crossover que ha incluido a Enchantress como a uno de los personajes principales, mientras que Shade, the Changing Man y Mindwarp (Nuevo personaje introducido en el período previo al inicio de la serie).
El argumento consiste en que al inicio de la serie, la Liga de la Justicia intenta detener a una alocada Enchantress, y al no poderla detenerla porque lleva a la necesidad de formar un equipo superhéroes que manejan los temas sobrenaturales para ayudar a detenerla.
Peter Milligan dijo en una entrevista que de acuerdo a su trabajo relacionado en la miniserie de Flashpoint: Siete Secretos, que esperaba escribir algo "Emocionalmente oscuro", ambientadola en el Universo DC, la comparación de sus personajes detectives, que luchan para hacerles frente a las cosas que ver y que están dispuestas hacer. Inicialmente se había previsto que ese título que hasta ahora ha sido bueno, la felicitación de los críticos de que el hecho de que DC está dispuesta a traer de vuelta algunos de los elementos más oscuros que habían trasladado a Vertigo durante la década de 1990,, aunque algunos críticos se han preocupado de cómo estos personajes tan extraños y solitarios podrían funcionar como equipo.

## Miembros
Por ahora se ha conformado un equipo inicial, según Peter Milligan ha confirmado que está Sentenciado que uno por uno habrá para futuras apariciones, y en medio de especulaciones de que tanto el Ragman y El Espectro se presentarán en la serie en un futuro no muy lejano. Entre los personajes figuran:
- John Constantine - Un investigador paranormal surgido de la clase obrera de magos de Liverpool. Su Origen data de las páginas de Swamp Thing y el protagonista del sello editorial Vertigo, la serie Hellblazer.

- Shade, el Hombre Cambiante - Un héroe con el poder para deformar la realidad. Originalmente había aparecido con su propio título, fue creado por Steve Ditko, y más tarde fue "reiniciado" para aparecer en la formación de héroes que creó Peter Milligan en la serie de finales de los 80 y principios de los 90. Fue presentado en un evento crossover en Hellblazer en 2010, también escrito por Peter Milligan, aunque no está claro si esto va a afectar los acontecimientos en este título. Él se encargará de traer al equipo a instancias de Madame Xanadu. También fue miembro de los Siete Secretos durante el arco argumental de Flashpoint.

- Swamp Thing - Primero ayudó al equipo en el arco argumental de "Horror City", números 19-21, y continua uniéndose a ellos en su lucha contra Blight

- Madame Xanadú - Una pitonisa mística. Originalmente apareció por primera vez en la miniserie Doorway to Nightmare. Recientemente apareció en Un año después y en Flashpoint. Ella ha tratado anteriormente con John Constantine en la trama de la miniserie escrita por Neil Gaiman sobre magia, donde la relación es tensa, de como él la ha engañado en el pasado.

- Deadman - Boston Brand es el espíritu fantasmal de un acróbata, que puede poseer los cuerpos de los muertos. Originalmente presentado en Strange Adventures #205. Más recientemente apareció en las historias de La noche más oscura y El día más brillante.

- Zatanna - Una maga de escenario. Ella apareció en la serie de la Liga de la Justicia de América como miembro del equipo. Recientemente protagonizó su propio título escrito por Paul Dini y fue parte del grupo de los Siete Secretos en Flashpoint. Anteriormente ha tenido una relación sentimental con John Constantine.[10]

- Mindwarp - Un personaje original creado por Peter Milligan para Flashpoint.[7] En su caso, él en dicha historia era miembro de los Siete Secretos. Puede que sea consciente de la cuarta pared como lo demuestra su lectura de la miniserie de Peter Milligan Siete Secretos y el título de Deadman y el vuelo de los Graysons[10]

- Encantadora - Una bruja, protagonista como personaje antagónico, debido a una misteriosa locura acaecidad en ella. Originalmente había aparecido en Extrange Adventures, y más tarde como un miembro del Escuadrón Suicida, que recientemente ha sido presentada en la serie y equipo de Shadowpact y el evento de Flashpoint como parte de los Siete Secretos. Cuando Enchantress al parecer se vuelve loca y la Liga de la Justicia es incapaz de detenerla, por eso se convoca a la formación de la Liga de la Justicia Oscura que se une a enfrentarla y detenerla.

### Otros Miembros
- Andrew Bennett
- Black Orchid
- Doctor Mist
- Frankestein
- Nightmare Nurse
- Amethyst
- Pandora (Solo durante Trinity War y Forever Evil)
- Timothy Hunter
- Phantom Stranger
- Zatara
- Dr. Destino
- Sargon el hechicero
- Etrigan el Demonio
- Batman

## Nueva Liga de la Justicia Oscura (New Justice)

### Historia
Tras los eventos de Justice league : No Justice, el muro de la fuente se rompió y la magia ha empezado a fallar, muchos magos han muerto por sus propios poderes. Wonder Woman está buscando integrantes para su nueva liga de la justicia oscura y mientras ella intenta solucionar el problema en la luz otros seres mágicos se reúnen en la casa de misterio (Morgana Le Fey, Deadman, Andrew Bennet, Madame Xanadú...).Lo que ellos no sabían es que Zatanna les espiaba pero esta  se dio cuenta de una planta extraña y eso le llevó hasta la cosa del pantano.Wonder woman segía buscando gente para su liga y se fue al nuevo bar del detective chimp, en la dimensión de bolsillo, allí por fin encontró su primer miembro : el propio detective chimp y se fueron directos al sótano del salón de la justicia: la nueva sede de la liga de la justicia oscura, allí encontraron al villano de Batman, Man-bat , que se estaba ocupando de guardar e investigar los cadáveres que dejaba la magia y se iba a quedar como un miembro no definitivo de  la liga.Mientras Man-bat les enseñaba los cadáveres empezaron a levantarse y atacarles y en ese mismo instante aparecieron Zatanna y la cosa del pantano para salvarles, ya que Wonder Woman previamente le salvó a ella.
Integrantes
- Wonder Woman
- Zatanna
- Swamp Thing
- Detective Chimp
- Man-Bat

## Posible adaptación en otros medios

### Acción en vivo

#### Serie de televisión
- En enero de 2020, Warner Media y Bad Robot estaban trabajando para crear un universo de Justice League Dark en el cine y la televisión.[11] En abril de 2020, HBO Max y Bad Robot Productions de J. J. Abrams anunciaron que el proyecto se volvería a desarrollar como una serie para HBO Max, con Abrams como productor ejecutivo.[12] Según Variety, es probable que Justice League Dark estrene después de que los miembros individuales del equipo sean introducidos en sus propias series, de forma similar a como estrenaron individualmente las series de Netflix de Marvel Television antes de cruzarse en The Defenders (2017).

#### Cine
- En enero de 2013, Guillermo del Toro comenzó a desarrollar una película centrada en la Liga de la Justicia Oscura y presentó un guion en noviembre de 2014,[13][14] pero dejó de estar vinculado en junio de 2015.[15] En agosto de 2016, Doug Liman se unió para dirigir con el título Dark Universe, junto con Scott Rudin produciendo y Michael Gilio reescribiendo el guion.[16] Liman se marchó en mayo de 2017 por conflictos de agenda.[17] A mediados de 2017, se retituló Justice League Dark con Gerard Johnstone puliendo el guion.[18] En la Comic-Con de San Diego en julio de 2017, se anunció que el título de la película sería Justice League Dark.[19] En enero de 2020, Deadline informó que Warner Media y Bad Robot están trabajando para crear un universo de Justice League Dark en el cine y la televisión.[11]

### Películas animadas
Este equipo ha aparecido en dos películas animadas, pertenecientes al Universo de Películas Animadas de DC.
- Justice League Dark (2017)
- Justice League Dark: Apokolips War (2020)